# Plaza de toros de Zamora
La plaza de toros de Zamora es un edificio en forma de plaza ubicado en la ciudad de Zamora (España). Edificada inicialmente en las afueras de la ciudad, hoy en día se encuentra en pleno centro de la ciudad, junto al Pabellón de deportes "Ángel Nieto" y al Centro de Salud "Santa Elena". Se trata de un edificio construido a finales del siglo XIX y que presenta reminsicencias del estilo neomudéjar típico de las plazas de toros españolas. Posee capacidad para ubicar un aforo de 10 500 personas en su interior. La feria taurina tiene lugar alrededor del día de San Pedro (el 29 de junio), siendo empleada también como un espacio para la celebración de conciertos.

## Historia
El Ayuntamiento decide la construcción de una nueva Plaza de Toros en 1875. La empresa adjudicataria para su construcción fue una sociedad de carniceros. El constructor era el maestro de obras Eugenio Durán. La existencia de problemas económicos frenó su construcción que finalmente quedó abandonada. Al cabo de los años el consistorio zamorano reconsidera la idea de nuevo e inicia las gestiones para su nueva construcción. La nueva plaza es proyectada en su configuración actual por el arquitecto municipal Martín Pastells y Papell (natural de Figueras) en 1888 y es inaugurada en 1897. El presupuesto fue de 125 000 pesetas. Se acabó de construir por completo en 1899, se prolongó su construcción por problemas económicos. En 1964 el graderío sufrió un gran desperfecto debido a un gran incendio.

## Características
Se trata de un edificio de características modestas con fachada de ladrillo visto, que se acerca al estilo arquitectónico neomudéjar. Tiene pocos elementos decorativos, con excepción de la puerta Grande. Posee capacidad para ubicar un aforo de 10 500 personas en su interior. Por esta razón se emplea también como local para la celebración de conciertos de música. La Feria Taurina tiene lugar alrededor del día de San Pedro (el 29 de junio).